# زولتان إيلين
زولتان إيلين (مواليد 30 يناير 1955) هو لاعب كرة مضرب محترف صربي سابق، كان ينافس باسم جمهورية يوغوسلافيا الاشتراكية الاتحادية.

## المسيرة المهنية
شارك إيلين في بطولة دورة فرنسا المفتوحة 1980 لكنه لم يتمكن من تخطي المصنف الثالث عشر فويتشخ فيباك في الجولة الأولى، حيث خسر بالمباراتين دون مقابل.
كما لعب سبع مباريات ضمن كأس ديفيز باسم منتخب يوغوسلافيا لكأس ديفيز بين عامي 1977 و 1981، وفاز بثمان مباريات من أصل تسع عشر خاضها.